# Armando Cascio
Armando Cascio (Fiumedinisi, 10 ottobre 1920 – 19 dicembre 1998) è stato un politico italiano.

## Biografia
Partecipa alla seconda guerra mondiale come sottotenente di complemento e viene deportato nei campi di prigionia tedeschi in Germania e in Polonia.
Dopo la fine del conflitto lavora come avvocato ed è attivista del Partito Socialista Italiano.
Viene eletto alla Camera dei deputati nel 1968 in Sicilia con il PSI. Conferma poi il proprio seggio a Montecitorio anche dopo le elezioni politiche del 1972. Si dimette da deputato il 25 settembre 1974 (gli subentra Salvatore Miceli) per assumere il ruolo di consigliere (e poi vicepresidente) della Cassa centrale di risparmio Vittorio Emanuele per le province siciliane.